# Internationella frihetsbataljonen
Internationella frihetsbataljonen (kurdiska: Tabûra Azadî ya Înternasyonal) är en grupp utlandsfrivilliga som slåss för Folkets försvarsenheters räkning i det syriska inbördeskriget. Gruppen inspireras av Internationella brigaderna under spanska inbördeskriget, och är i likhet med Internationella brigaderna vänsterpolitiskt orienterad. I bataljonen deltar volontärer från flera kommunistiska och anarkistiska organisationer i Turkiet, men även amerikaner, tyskar, svenskar, britter, spanjorer och greker. Rojava bedriver en uttalat feministisk politik, och bland de utländska volontärerna märks både män och kvinnor.